# Luís Fabiano
Luís Fabiano Clemente, född 8 november 1980 i Campinas, São Paulo, bättre känd som bara Luis Fabiano, är en brasiliansk fotbollsspelare som spelar som anfallare i brasilianska klubben Vasco da Gama.
Han gjorde tre mål för Brasilien i Världsmästerskapet i fotboll 2010.